# Копликская война
Копликская война (алб. Lufta e Koplikut) — серия сражений, произошедших между Албанией и Королевством сербов, хорватов и словенцев в 1920 и 1921 годах.

## Предыстория
После отступления Австро-Венгрии 31 октября 1918 года, город Шкодер попал под контроль союзников-победительниц Первой мировой войны под командованием французского генерала Де Форту. В заявлении президента США Вудро Виьлсона о том, что он не оставил вопрос о границах Албании в стороне, также говорилось что никакая территориальная компенсация не будет принята в Северной Албании в пользу Югославии. По требованию правительства, сложившегося на Лушненском конгрессе, 11 марта 1920 года французский генерал Де Форту назначил Мусу Джуки главой Шкодера.

## Ход войны
В июле 1920 года югославские войска начали вторжение в Коплик. Затем они вторглись в регионы племён кельменди, кастрати, шкрели и др. Столкнувшись с сопротивлением албанских сил, югославские войска были вынуждены отступить обратно в Черногорию.
В августе югославские войска начали новое наступление и оккупировали Кельменд, Кастрат, Шкрел и Коплик. Чтобы противостоять югославской агрессии, более 3000 албанских бойцов из Шкодера и других районов отправились на фронт. В это время добровольческий отряд численностью 400 человек стоял на берегу Буны в ожидании нападения югославских войск в этом направлении. Чтобы избежать решительного сражения с албанскими силами и международной изоляции 14 февраля 1921 года югославское правительство было вынуждено вывести свои войска из Шкодерской области и эвакуировать войск с Кастрата, при этом оставив после себя сожжённые деревни.

## Последствия
Вскоре после войны югославское правительство поддержало восстание в Мирдите и создание Республики Мирдита, чтобы добиться демаркации албано-югославскую границу в пользу Югославии. Таким образом, в июле 1921 года Югославия снова вторглась в Албанию, и её войска после столкновений с албанскими племенами оккупировали северной части страны. Лига Наций вмешалась в конфликт и направила комиссию из представителей различных держав региона. В ноябре 1921 года Лига решила, что границы Албании должны быть такими же, какими они были в 1913 году, хотя Великобритания настаивала на небольших изменениях в районе Дебара, Призрена и Кастрата в пользу Югославии. Югославские войска снова были вынуждены отступить, и Республика Мирдита была захвачена албанскими войсками. Стремясь заручиться поддержкой Комиссии по демаркации границы, две страны установили официальные дипломатические отношения в марте 1922 года.